# SN 2004ac
SN 2004ac – supernowa typu Ia odkryta 29 lutego 2004 roku w galaktyce IC4769. W momencie odkrycia miała maksymalną jasność 16,90m.